# Tägertschi
Tägertschi est une localité et une ancienne commune suisse du canton de Berne, située dans l'arrondissement administratif de Berne-Mittelland.

## Histoire
Situé sur la route reliant la vallée de l'Aar à l'Emmental, le village de Tägertschi est tout d'abord un quartier de la seigneurie de Münsingen avant de devenir une commune avec le hameau d'Ämligen en 1923.
Le 1er janvier 2017, la commune est absorbée par sa voisine de Münsingen.